# هيترودونتوصور
ر
الهيترودونتوصور (الاسم العلمي: Heterodontosaurus) تعني "سحلية متغايرة الأسنان"، وهي جنس من الديناصورات الهيترودونتوصوريات التي عاشت خلال العصر الجوراسي المبكر، منذ 200-190 مليون سنة مضت.